# Thomas Bell (cầu thủ bóng đá, sinh năm 1884)
Thomas Dawson Bell (3 tháng 12 năm 1884 – 6 tháng 3 năm 1951) là một cầu thủ bóng đá người Anh thi đấu ở vị trí tiền đạo tầm xa.